# مانفريد كرافت
مانفريد كرافت (بالألمانية: Manfred Krafft)‏ هو لاعب كرة قدم ألماني في مركز الدفاع، ولد في 11 ديسمبر 1937 في دوسلدورف في ألمانيا، وتوفي في 29 يونيو 2022. لعب مع فورتونا دوسلدورف.

## وصلات خارجية
- مانفريد كرافت على موقع قاعدة بيانات كرة القدم.إي يو (الإنجليزية)
- مانفريد كرافت على موقع بيانات كرة القدم. دي إي (الألمانية)